# Otero
Otero è un comune spagnolo di 371 abitanti situato nella comunità autonoma di Castiglia-La Mancia. È il comune spagnolo più lontano dal mare.